# Nikolsk (Pensa)

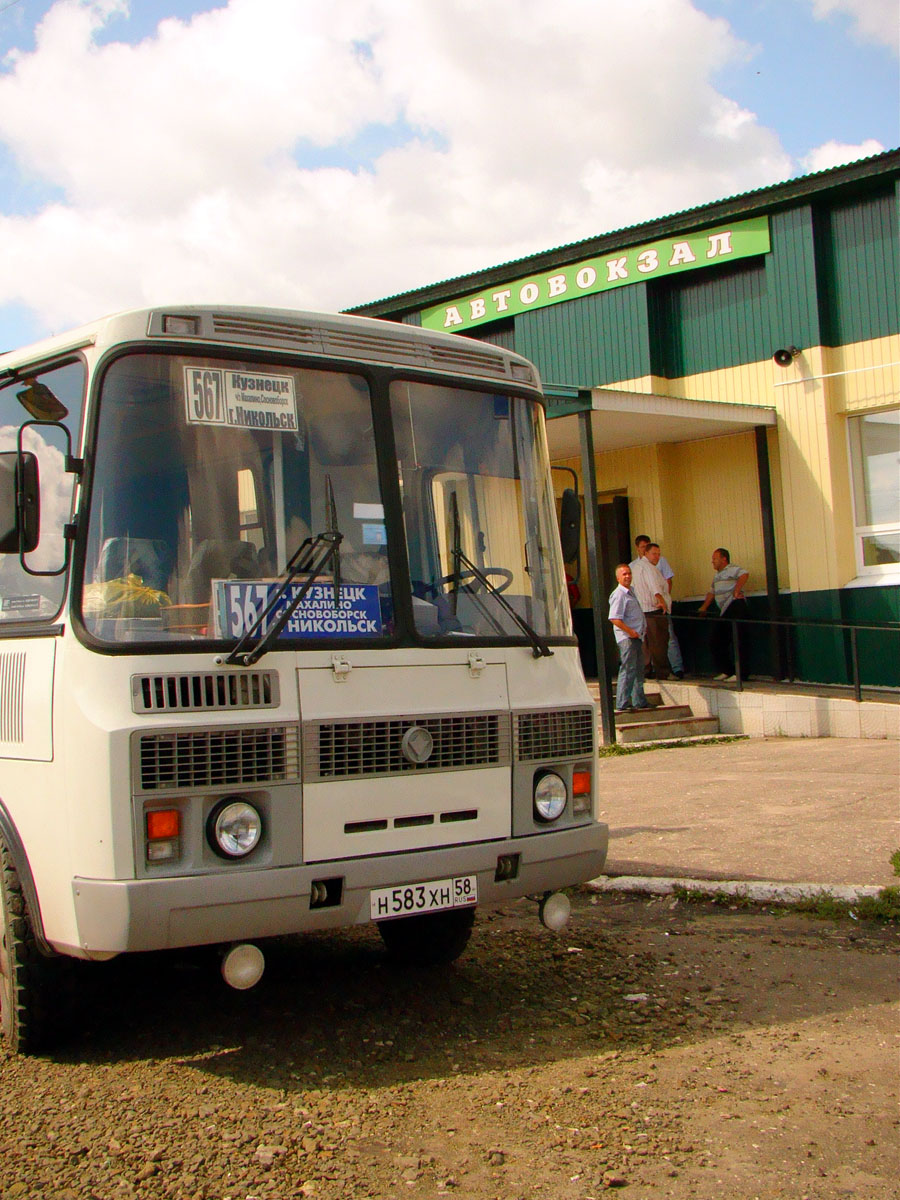
Busbahnhof Nikolsk

Nikolsk (russisch Никольск) ist eine Stadt in der Oblast Pensa (Russland) mit 22.471 Einwohnern (Stand 14. Oktober 2010).

## Geografie
Die Stadt liegt auf der Wolgaplatte etwa 120 km nordöstlich der Oblasthauptstadt Pensa am Flüsschen Wyrgan (laut Karte auch Mais), einem linken Nebenfluss der Insa in Flusssystem der Wolga.
Nikolsk ist Verwaltungszentrum des gleichnamigen Rajons.
Nächstgelegene Eisenbahnstation ist das etwa 30 Kilometer entfernte Notschka an der Strecke (Moskau–) Rjasan–Rusajewka–Sysran (–Samara). Die Stadt ist mit Notschka über eine 1936 erbaute Schmalspurbahn (nur Güterverkehr, in Betrieb) verbunden.

## Geschichte
Die Stadt an Stelle der Dörfer Nikolskoje (bekannt seit 1668) und Pestrowka (bekannt seit den 1680er Jahren). Diese wuchsen zusammen, als das Kristallwerk Nikolsko-Bachmetjewski Sawod errichtet wurde. Der Ort wurde ab 1761 Nikolo-Pestrowka genannt; das Werk nahm seine Produktion 1764 auf.
1928 wurde der Status einer Siedlung städtischen Typs unter dem Namen Nikolo-Pestrowski und 1954 das Stadtrecht als Nikolsk verliehen.

### Bevölkerungsentwicklung
| Jahr | Einwohner |
| ---- | --------- |
| 1939 | 10.119    |
| 1959 | 16.818    |
| 1970 | 20.740    |
| 1979 | 23.632    |
| 1989 | 26.871    |
| 2002 | 24.061    |
| 2010 | 22.471    |

Anmerkung: Volkszählungsdaten

## Kultur und Sehenswürdigkeiten
In Nikolsk gibt es ein Museum für Glaskunst und Kristall, dessen Ursprünge auf das Jahr 1798 zurückgehen.

## Wirtschaft
Neben den stadtbildenden Glas- und Kristallwerken Krasny Gigant (russisch für Roter Gigant) und Nikolski steklosawod (Nikolsker Glaswerk), die auf der Grundlage lokaler weißer Quarzsande produzieren, gibt es Betriebe der Holzwirtschaft und der Lebensmittelindustrie.